# Pro D2 2023-24
El campeonato de rugby a XV de Francia de segunda división de 2023-2024, más conocido como Pro D2 2023-2024 fue la 24.ª edición del campeonato francés de segunda categoría de rugby union. En este campeonato se enfrentan dieciséis equipos de Francia. Los equipos compiten por el ascenso al Top 14, intentado evitar el descenso a Nationale 1.

## Modo de disputa
El torneo se disputa en formato de todos contra todos en condición de local y de visitante en su fase regular.
Posteriormente se disputa la fase final en la que los primeros seis equipos clasificaran a ella, los ubicados entre el 3° y 6° puesto comenzaran en los cuartos de final, mientras que el 1° y 2° puesto clasificaran a las semifinales.
Los últimos dos equipos al finalizar el torneo descienden directamente a la Nationale 1.

## Equipos participantes
| Equipo           | Ciudad             | Estadio                  | Capacidad |
| ---------------- | ------------------ | ------------------------ | --------- |
| Grenoble         | Grenoble           | Stade des Alpes          | 20 068    |
| CA Brive         | Brive-la-Gaillarde | Stade Amédée-Domenech    | 14 759    |
| Colomiers        | Colomiers          | Stade Michel Bendichou   | 6 950     |
| Provence         | Aix-en-Provence    | Stade Maurice David      | 8 727     |
| Soyaux Angoulême | Angoulême          | Stade Chanzy             | 8 000     |
| Montauban        | Montauban          | Stade Sapiac             | 9 200     |
| Béziers          | Béziers            | Stade Raoul-Barrière     | 18 755    |
| Valence Romans   | Valence            | Stade Georges Pompidou   | 14 570    |
| Biarritz         | Biarritz           | Parc des Sports Aguiléra | 13 341    |
| Nevers           | Nevers             | Stade du Pré Fleuri      | 7 356     |
| US Dax           | Dax                | Stade Maurice-Boyau      | 7 412     |
| Rouen            | Rouen              | Stade Robert Diochon     | 8 372     |
| Stade Montois    | Mont-de-Marsan     | Stade Guy Boniface       | 12 212    |
| Agen             | Agen               | Stade Armandie           | 14 100    |
| Aurillac         | Aurillac           | Stade Jean Alric         | 7 946     |
| Vannes           | Vannes             | Stade de la Rabine       | 11 865    |

## Clasificación
| Pos. | Equipo           | Encuentros | Encuentros | Encuentros | Encuentros | Tantos | Tantos | Tantos | Puntos |
| Pos. | Equipo           | PJ         | PG         | PE         | PP         | F      | C      | Dif    | Puntos |
| ---- | ---------------- | ---------- | ---------- | ---------- | ---------- | ------ | ------ | ------ | ------ |
| 1    | Provence         | 30         | 20         | 2          | 8          | 803    | 632    | +171   | 95     |
| 2    | Vannes           | 30         | 17         | 2          | 11         | 777    | 508    | +269   | 89     |
| 3    | Béziers          | 30         | 17         | 1          | 12         | 789    | 715    | +74    | 80     |
| 4    | Grenoble         | 30         | 19         | 0          | 11         | 826    | 694    | +132   | 79     |
| 5    | US Dax           | 30         | 17         | 1          | 12         | 626    | 683    | -57    | 77     |
| 6    | CA Brive         | 30         | 16         | 1          | 13         | 689    | 583    | +106   | 76     |
| 7    | Nevers           | 30         | 15         | 0          | 15         | 682    | 610    | +72    | 75     |
| 8    | Stade Montois    | 30         | 15         | 1          | 14         | 766    | 641    | +125   | 74     |
| 9    | Aurillac         | 30         | 14         | 1          | 15         | 593    | 764    | -171   | 64     |
| 10   | Colomiers        | 30         | 13         | 1          | 16         | 661    | 657    | +4     | 64     |
| 11   | Valence          | 30         | 13         | 0          | 17         | 623    | 640    | –17    | 62     |
| 12   | Soyaux Angoulême | 30         | 13         | 2          | 15         | 563    | 616    | –53    | 62     |
| 13   | Agen             | 30         | 13         | 1          | 16         | 597    | 732    | -135   | 61     |
| 14   | Biarritz         | 30         | 11         | 0          | 19         | 618    | 811    | –193   | 53     |
| 15   | Montauban        | 30         | 11         | 0          | 19         | 577    | 755    | –178   | 51     |
| 16   | Rouen            | 30         | 9          | 1          | 20         | 604    | 753    | –149   | 48     |

Nota: Se otorgan 4 puntos al equipo que gane un partido, 2 al que empate y 0 al que pierda
Puntos Bonus: 1 punto por convertir 4 tries o más en un partido y 1 al equipo que pierda por no más de 7 tantos de diferencia
|  | Clasificados directamente a semifinales por el ascenso al Top 14 2024-25. |
|  | Clasificados para la reclasificación por el ascenso al Top 14 2024-25.    |
|  | Descenso a Nationale 1                                                    |

## Fase Final

### Cuartos de final
| 23 de mayo de 2024 | FC Grenoble | 58 - 10 | US Dax |  |  |

| 24 de mayo de 2024 | AS Béziers Hérault | 33 - 31 | CA Brive |  |  |

### Semifinal
| 30 de mayo de 2024 | Provence Rugby | 22 - 23 | FC Grenoble |  |  |

| 31 de mayo de 2024 | RC Vannes | 27 - 21 | AS Béziers Hérault |  |  |

### Final
| 8 de junio de 2024 | RC Vannes | 16 - 9 | FC Grenoble |  |  |

| Bandera de Francia |
| Campeón            |
| RC Vannes          |

### Promoción Ascenso Top 14
| 16 de junio de 2024 | FC Grenoble | 18 - 20 | Montpellier HR |  |  |

### Promoción Descenso Pro D2
| 2 de junio de 2024 | RC Narbonne | 19 - 20 | US Montauban |  |  |